# Bristol Palin
Bristol Sheeran Marie Palin (Wasilla, Alaska, 18 de octubre de 1990) es una oradora y personaje de programas de telerrealidad estadounidense. Es hija de Todd y Sarah Palin, y tiene cuatro hermanos.
En 2011, Palin compitió en la undécima temporada del programa Dancing with the Stars y logró llegar a la final, concluyendo en tercer puesto. En el verano de 2011, Palin presentó un libro titulado "Not Afraid of Life: My Journey So Far", en español "Sin miedo a la vida: mi viaje hasta ahora".
En el verano de 2012 protagonizó el programa "Bristol Palin: Life's a Tripp" en el canal de televisión Lifetime, Su más reciente incursión es una serie televisiva presentada en 2012, participando en el elenco de todas las estrellas de "Dancing with the Stars's 15th season", donde resultó eliminada en la cuarta semana de competición.

## Primeros años
Palin nació en Wasilla, Alaska. La llamaron "Bristol" por el Hotel Bristol Inn, del cual su madre Sarah fue empleada; Bristol, Connecticut, la ciudad sede de ESPN, donde su madre esperó trabajar como comentarista deportiva; y el área de Bristol Bay, en Alaska, donde su padre Todd Palin creció.
Palin asistió al Instituto Juneau-Douglas en 2008, vivió una breve estancia en Anchorage con sus tíos, donde asistió al West Anchorage High School. A su regreso a Wasilla, se graduó del Wasilla High School en mayo de 2009.

## Carrera

### Portavoz de la prevención de embarazo de adolescente
Palin llamó la atención de los medios de comunicación una vez que se difundió su embarazo durante la campaña por la candidatura de su madre como Vicepresidente de los Estados Unidos.  En febrero de 2009, la actriz informó en Fox News que la abstinencia no "es realista en absoluto." Más adelante, Palin, dijo que su declaración citada sobre la abstinencia fue "sacada de contexto."
En mayo de 2009, a la edad de 18 años, Palin empezó trabajar con la Campaña Nacional para Prevenir el embarazo Adolescente y no planeado, para informar a personas jóvenes sobre las consecuencias negativas del embarazo adolescente. El portavoz de la campaña dijo que trabajar con Palin fue sensato, "Ella ha tenido el embarazo adolescente de mayor perfil del año."
También en mayo de 2009, Palin fue nombrada Embajadora de Prevención del Embarazo Adolescente para la Candie’s Foundation, una organización para la prevención del embarazo adolescente, la cual es una división de la marca de ropa Candie. Su trabajo, como portavoz a sueldo, implicó asistir a reuniones de difusión, anuncios de servicio público, así como dar entrevistas en programas matutinos de televisión.
En mayo de 2009, en Buenos días América, Palin dijo, "Independientemente de lo que hice, la abstinencia es la única manera 100% infalible para poder prevenir el embarazo." En otra entrevista en Buenos días América en abril de 2010,  dijo "haz una pausa antes de actuar, lo cual puede significar, hacer una pausa e ir por un condón, puede ser una pausa y pensar en la vida, o hacer una pausa y esperar hasta el matrimonio."

### Aventura empresarial
En septiembre de 2009, Palin formó BSMP, una empresa de servicios de consultoría política. Originalmente enfocada para trabajar con la Candie's Foundation. BSMP ha trabajado con otros clientes.

### Discursos pagados
En mayo de 2010 se informó que Palin había firmado con la compañía Single Source Speakers, una cantidad entre $15.000 y $30.000 dólares por cada discurso. Palin se encuentra en la lista del sitio web de la compañía como disponible para conferencias, eventos especiales y celebraciones, en los programas de apoyo a la vida, abstinencia, mujeres y jóvenes.
En enero de 2011, Palin fue invitada para hablar en Semana de Responsabilidad Sexual en Universidad de Washington en St. Louis, pero el alumnado protestó por el alto costo y su presentación fue cancelada.

## Obra publicada
- Not Afraid of Life: My Journey So Far, de Bristol Palin y Nancy French. Ed. William Morrow, 2011.